# Pierre David (1795-1848)
Pour les articles homonymes, voir Pierre David et David.
 Pierre Joseph David-Fischbach, né à Petit-Rechain, le 3 février 1795 et décédé à Lambermont, le 13 novembre 1848 fut un homme politique belge francophone libéral.

## Biographie
Il fut industriel et propriétaire terrien.
Il fut bourgmestre de Francorchamps et membre de la Chambre des représentants de 1835 à 1847,,.
Son fils, Nicolas, chevalier David, épousa Berthe de Lossy, fille d'Edmond de Lossy et de Frances Oakes. Leurs petits-enfants furent autorisés à prendre le nom de David de Lossy.